# OFCネイションズカップ2008
OFCネイションズカップ2008（英: 2008 OFC Nations Cup）は、2007年10月17日から2008年11月19日にかけて行われた、第8回目のOFCネイションズカップである。

## 概要
オーストラリアのOFC脱退後に初めて開催された本大会は、出場国のホーム・アンド・アウェー方式で行われ、ニュージーランドが2大会ぶり4回目の優勝を決めた。
尚、本大会はFIFAワールドカップ・南アフリカ大会のオセアニア予選を兼ねており、優勝したニュージーランドはアジア5次予選を勝ち抜いたバーレーンとの大陸間プレーオフに進出。また、同チームはFIFAコンフェデレーションズカップ2009への出場権も獲得した。

## 出場国
予選は2007年サウスパシフィックゲームズにおけるサッカー競技（サモア・アピアで開催）が兼ねており、上位3チームが本大会に出場。ニュージーランドは予選免除。
- ニュージーランド（シード国）
- ニューカレドニア（予選1位）
- フィジー（予選2位）
- バヌアツ（予選3位）

## 結果

### 決勝リーグ
| チーム           | 試 | 勝 | 分 | 敗 | 得 | 失 | 差 | 点 |
| ---------------- | -- | -- | -- | -- | -- | -- | -- | -- |
| ニュージーランド | 6  | 5  | 0  | 1  | 14 | 5  | +9 | 15 |
| ニューカレドニア | 6  | 2  | 2  | 2  | 12 | 10 | +2 | 8  |
| フィジー         | 6  | 2  | 1  | 3  | 8  | 11 | −3 | 7  |
| バヌアツ         | 6  | 1  | 1  | 4  | 5  | 13 | −8 | 4  |

| 2007年10月17日 16:00 (UTC+12) |

| フィジー | 0 - 2    | ニュージーランド                  |
|          | レポート | ヴィセリッチ 37分 · スメルツ 86分 |

| チャーチル・パーク（ラウトカ） 観客数: 6,000人 主審: ジェア・マルフォ |

| 2007年11月17日 14:00 (UTC+11) |

| バヌアツ        | 1 - 2    | ニュージーランド                |
| ナプラポル 32分 | レポート | スメルツ 53分 · マリガン 90+3分 |

| コルマン・スタジアム（ポートビラ） 観客数: 8,000人 主審: ジョブ・ミナン |

| 2007年11月17日 15:00 (UTC+12) |

| フィジー                               | 3 - 3    | ニューカレドニア                              |
| ナワツ 2分 · ヴァカタレサウ 27分, 86分 | レポート | ギャマシ 66分 · コードル 83分 · M.フマエ 87分 |

| ゴヴィンド・パーク（バ） 観客数: 1,500人 主審: ピーター・オレアリー |

| 2007年11月21日 19:00 (UTC+13) |

| ニュージーランド                               | 4 - 1    | バヌアツ    |
| マリガン 17分, 81分 · スメルツ 29分 (PK), 34分 | レポート | サカマ 50分 |

| ウエストパック・スタジアム（ウェリントン） 観客数: 2,500人 主審: アブリー・ジャック |

| 2007年11月21日 19:00 (UTC+11) |

| ニューカレドニア                                     | 4 - 0    | フィジー |
| ワジョカ 29分 (PK) · M.フマエ 32分, 61分 · マプ 64分 | レポート |          |

| スタッド・ニュマ＝ダリ（ヌーメア） 観客数: 1,000人 主審: マシュー・ブリーズ |

| 2008年6月14日 14:00 (UTC+11) |

| バヌアツ        | 1 - 1    | ニューカレドニア |
| メルメール 77分 | レポート | ジャマリ 73分    |

| コルマン・スタジアム（ポートビラ） 観客数: 4,000人 主審: ラケシュ・ヴァーマン |

| 2008年6月21日 15:00 (UTC+11) |

| ニューカレドニア                                | 3 - 0    | バヌアツ |
| ワジョカ 36分 · M.フマエ 60分 · ディアイケ 87分 | レポート |          |

| スタッド・ニュマ＝ダリ（ヌーメア） 観客数: 2,700人 主審: マイケル・ヘスター |

| 2008年9月6日 15:00 (UTC+12) |

| フィジー                       | 2 - 0    | バヌアツ |
| クマール 7分 · ドゥナダム 87分 | レポート |          |

| ゴヴィンド・パーク（バ） 観客数: 3,000人 主審: ジョブ・ミナン |

| 2008年9月6日 17:00 (UTC+11) |

| ニューカレドニア | 1 - 3    | ニュージーランド                      |
| M.フマエ 55分    | レポート | シグムンド 16分 · スメルツ 65分, 75分 |

| スタッド・ニュマ＝ダリ（ヌーメア） 観客数: 2,589人 主審: ラケシュ・ヴァーマン |

| 2008年9月10日 14:00 (UTC+11) |

| バヌアツ                    | 2 - 1    | フィジー          |
| サカマ 59分 · マラス 90+2分 | レポート | ドゥナダム 90+3分 |

| コルマン・スタジアム（ポートビラ） 観客数: 1,200人 主審: ピーター・オレアリー |

| 2008年9月10日 19:30 (UTC+12) |

| ニュージーランド                        | 3 - 0    | ニューカレドニア |
| スメルツ 49分, 76分 · クリスティー 69分 | レポート |                  |

| ノース・ハーバー・スタジアム（オークランド） 観客数: 8,000人 主審: ノルベール・アウアタ |

| 2008年11月19日 18:00 (UTC+12) |

| ニュージーランド | 0 - 2    | フィジー              |
|                  | レポート | クリシュナ 63分, 90分 |

| チャーチル・パーク（ラウトカ） 観客数: 4,500人 主審: ランシー・フレッド |

## 優勝国
| OFCネイションズカップ2008優勝国     |
| ----------------------------------- |
| · ニュージーランド · 2大会ぶり4回目 |